# Kvarnen (film)
Kvarnen är en svensk stumfilm från 1921 i regi av John W. Brunius. 

## Om filmen
Filmen premiärvisades 17 januari 1921. Filmen spelades in i Skandiaateljén på Lidingö med exteriörer från Sjöbo i Skåne av Hugo Edlund. Som förlaga har man Karl Gjellerups roman Møllen (Kvarnen) som utgavs 1896. Vid inspelningen i Sjöbo brändes den gamla kvarnen ner på riktigt inför kameran. I Svenska Filminstitutets filmarkiv finns en restaurerad visningbar kopia av filmen.

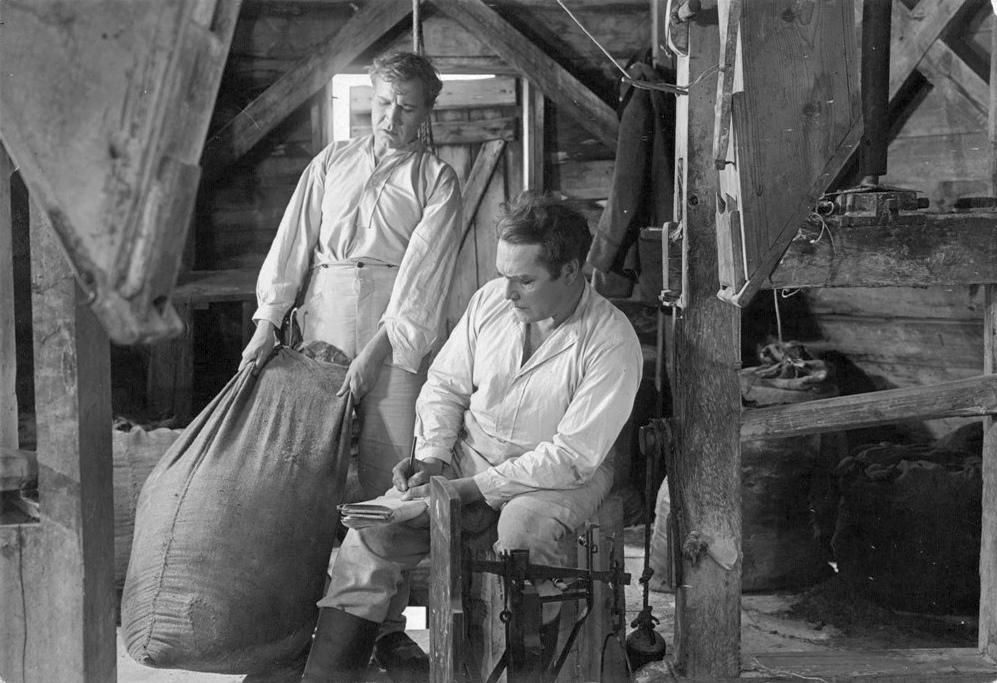
Mjölnaren Clausen (Anders de Wahl) och drängen Jörgen (Gösta Cederlund) vid sitt arbete i kvarnen.

## Rollista
- Anders de Wahl – Jacob Clausen, mjölnare i Lunderup
- Emmy Albiin – Kristine, Jacobs hustru
- Bengt Lindström – Hans, Jacobs och Kristines son
- Klara Kjellblad – Lise Vibe, tjänsteflicka
- Ellen Dall – Hanne Christensen
- Gösta Cederlund – Jörgen, mjölnardräng
- Nils Lundell – Peer Vibe, korgmakare och krypskytt, Lises bror
- Gösta Hillberg – Vilhelm Christensen, skogvaktare, Hannes bror
- Sam Ask – Henrik Andersen, Krinstines bror
- Artur Cederborgh – Lars, mjölnardräng
- Hugo Tranberg – Cristian, mjölnardräng
- Alfred Lundberg – rättens ordförande
- Ingrid Sandahl – tjänstekvinna hos Jacob
- Wilhelm Haquinius – en man på förlovningskalaset
- Helene Olsson – en av Lises systrar